# Ripsime
Ripsime (Ripsima) bila je gruzijska gospa, velika plemkinja i kraljica.
Nije nam poznato kada je rođena.
Bila je povezana s obitelji Shaburidze (შაბურიძე).
Ripsime, nazvana po svetoj Ripsimi, bila je žena kralja Gruzije Vahtanga III. (Wakhtang). On je bio sin Dmitra II. Gruzijskoga i kćeri Manuela I. Trapezuntskoga.
Ghazan Veliki je u Tbilisiju postavio Vakhtanga za kralja.
Ripsime je spavala s Vakhtangom i rodila mu prinčeve Demetrija i Đuru; Demetrije je bio vladar Dmanisa, a Đuro Samchwildéa.
Ripsimina je nasljednica bila Sinduhtar Džakeli.